# Экстракт ванили

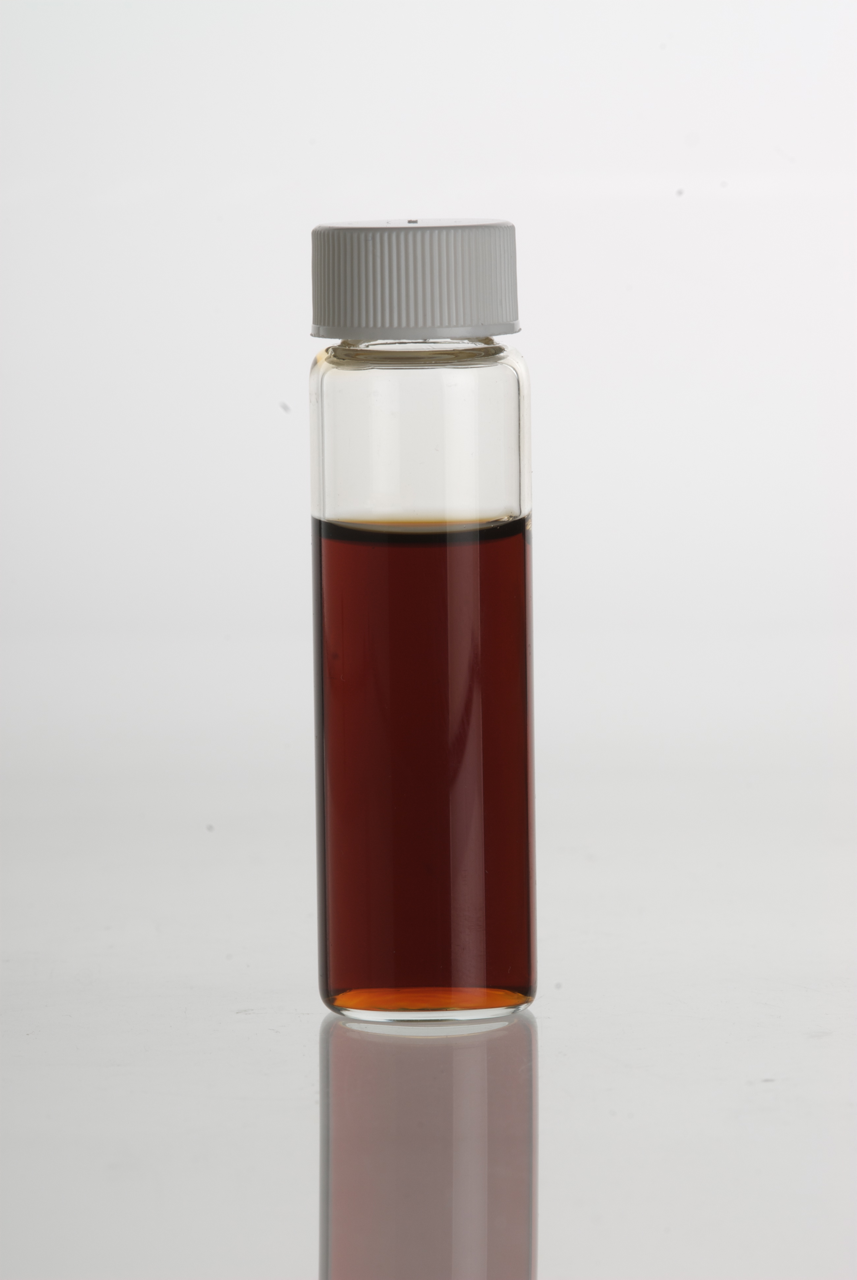
Экстракт ванили в прозрачном стеклянном флаконе

Экстракт ванили — это раствор, изготовленный путём мацерации и пропитки стручков ванили в растворе этанола и воды. Он считается важным ингредиентом многих западных десертов, особенно хлебобулочных изделий, таких как пирожные, печенье и кексы, а также заварные кремы, мороженое и пудинги. Хотя его основным ароматическим соединением является ванилин, экстракт чистой ванили содержит несколько сотен дополнительных ароматических соединений, отвечающих за его сложный, глубокий вкус. Напротив, искусственный ванильный ароматизатор состоит исключительно из искусственно полученного ванилина, который часто производится из побочного продукта древесной целлюлозной промышленности. Из-за того, как производится экстракт ванили (то есть путём мацерации природно-коричневых зёрен ванили в спирте), невозможно, чтобы он был бесцветным или прозрачным. Поэтому любой прозрачный ароматизатор ванили искусственный.
Экстракт ванили — самая распространённая форма ванили, используемая сегодня. Мадагаскарские, мексиканские, таитянские, индонезийские и угандийские бобы ванили — основные сорта, используемые сегодня. Термин «бурбонская ваниль» обозначает происхождение ванильных бобов с островов Маврикий и Реюньон (последний из которых ранее назывался Иль-де-Бурбон в честь французской королевской династии). Также бурбонской иногда называют и ваниль с Мадагаскара.

## Регулирование в Канаде
Согласно канадскому Положению о пищевых продуктах и лекарствах (CRC, ок. 870), ванильный экстракт должен вырабатываться из ванильных бобов: Vanilla planifolia или Vanilla tahitensia. На каждые 100 мл он должен содержать, по меньшей мере, 10 г зёрен ванили (для очень сухих зёрен с содержанием жидкости менее 25 процентов допускается использование 7,5 г зёрен на 100 г экстракта). Экстракт ванили не должен содержать красителей.

## Список литературы
1. ↑  Lior Lev Sercarz. How vanilla became the world's favorite flavor. Saveur (3 октября 2016). Дата обращения: 9 февраля 2018. Архивировано 22 декабря 2016 года.
2. ↑  C. Rose Kennedy. The Flavor Rundown: Natural vs. Artificial Flavors. Harvard University (2017). Дата обращения: 9 февраля 2018. Архивировано 2 декабря 2016 года.
3. ↑  Rapid Differentiation between Natural and Artificial Vanilla Flavorings for Determining Food Fraud. Food Safety Magazine (23 апреля 2013). Дата обращения: 3 ноября 2020. Архивировано 18 января 2021 года.
4. ↑  What is clear vanilla? (амер. англ.). Baking Bites (22 апреля 2014). Дата обращения: 3 ноября 2020. Архивировано 8 мая 2021 года.
5. ↑  Branch, Legislative Services. Consolidated federal laws of canada, Food and Drug Regulations (англ.). laws-lois.justice.gc.ca. Дата обращения: 8 июня 2021. Архивировано 15 января 2021 года.